# Championnats d'Europe de karaté juniors et cadets 2002
Les championnats d'Europe de karaté juniors et cadets 2002 ont eu lieu du 15 au 17 février 2002 à Coblence, en Allemagne. Il s'agissait de la 29e édition des championnats d'Europe de karaté juniors et cadets organisés par la Fédération européenne de karaté chaque année.

## Résultats

### Cadets

#### Kata
| Rang | Pays      | Karatéka      |
| ---- | --------- | ------------- |
| 1    | Espagne   | D. Quintero   |
| 2    | Allemagne | H. Schettulat |
| 3    | France    | J. Dupont     |
| 3    | Israël    | D. Mazor      |

| Rang | Pays    | Karatéka     |
| ---- | ------- | ------------ |
| 1    | Espagne | M. Ruiz      |
| 2    | Italie  | G. Salvatori |
| 3    | France  | K. Voltat    |
| 3    | Croatie | J. Zede      |

#### Kumitemasculin
| Rang | Pays        | Karatéka         |
| ---- | ----------- | ---------------- |
| 1    | Azerbaïdjan | Rafael Ağayev    |
| 2    | Belgique    | R. Viola         |
| 3    | Espagne     | J. Cuadra        |
| 3    | Pays-Bas    | Timothy Petersen |

| Rang | Pays               | Karatéka       |
| ---- | ------------------ | -------------- |
| 1    | Azerbaïdjan        | D. Agasiyev    |
| 2    | Bosnie-Herzégovine | A. Kapetanovic |
| 3    | Espagne            | J. Bujalance   |
| 3    | Belgique           | G. Huvenne     |

| Rang | Pays        | Karatéka       |
| ---- | ----------- | -------------- |
| 1    | Espagne     | M. Carcedo     |
| 2    | Tchéquie    | J. Kalamen     |
| 3    | Biélorussie | R. Bahdanovich |
| 3    | Belgique    | R. Debatty     |

| Rang | Pays        | Karatéka     |
| ---- | ----------- | ------------ |
| 1    | Estonie     | L. Mengel    |
| 2    | Espagne     | R. Barbero   |
| 3    | France      | O. Araminthe |
| 3    | Biélorussie | D. Hrachou   |

| Rang | Pays        | Karatéka      |
| ---- | ----------- | ------------- |
| 1    | France      | D. Mallebrera |
| 2    | Biélorussie | V. Puchkou    |
| 3    | Pays-Bas    | C. Bruin      |
| 3    | Écosse      | M. Nelson     |

### Juniors

#### Épreuves individuelles

##### Kata
| Rang | Pays     | Karatéka             |
| ---- | -------- | -------------------- |
| 1    | Espagne  | F. San Jose Bastante |
| 2    | Tchéquie | R. Schwanzer         |
| 3    | France   | Vu Duc Minh Dack     |
| 3    | Grèce    | E. Konstantakopoulos |

| Rang | Pays     | Karatéka             |
| ---- | -------- | -------------------- |
| 1    | Espagne  | R. Jimenez Fernandez |
| 2    | Croatie  | Mirna Šenjug         |
| 3    | Autriche | T. Diendorfer        |
| 3    | France   | Latifa Ditoo         |

##### Kumite

###### Kumitemasculin
| Rang | Pays       | Karatéka       |
| ---- | ---------- | -------------- |
| 1    | Allemagne  | T. Dannheimer  |
| 2    | France     | Davy Dona      |
| 3    | Espagne    | S. Bayo Tallon |
| 3    | Angleterre | D. Kerr        |

| Rang | Pays        | Karatéka                |
| ---- | ----------- | ----------------------- |
| 1    | Grèce       | Dimítrios Triantafýllis |
| 2    | Turquie     | E. Ozsoy                |
| 3    | Pays-Bas    | A. Biharie              |
| 3    | Azerbaïdjan | R. Huseynov             |

| Rang | Pays    | Karatéka     |
| ---- | ------- | ------------ |
| 1    | Turquie | Z. Demir     |
| 2    | Italie  | B. La Forgia |
| 3    | France  | J. Aubery    |
| 3    | Croatie | N. Dukic     |

| Rang | Pays        | Karatéka     |
| ---- | ----------- | ------------ |
| 1    | Yougoslavie | M. Zivkovic  |
| 2    | Italie      | F. Loseto    |
| 3    | France      | L. Capla     |
| 3    | Russie      | R. Touchdiev |

| Rang | Pays       | Karatéka     |
| ---- | ---------- | ------------ |
| 1    | Pologne    | S. Mrozewski |
| 2    | Slovaquie  | M. Kadlecik  |
| 3    | Allemagne  | T. Milner    |
| 3    | Angleterre | D. Pack      |

| Rang | Pays               | Karatéka           |
| ---- | ------------------ | ------------------ |
| 1    | Italie             | Stefano Maniscalco |
| 2    | Allemagne          | A. Thedinga        |
| 3    | Bosnie-Herzégovine | K. Alikadic        |
| 3    | Yougoslavie        | L. Greber          |

###### Kumiteféminin
| Rang | Pays       | Karatéka         |
| ---- | ---------- | ---------------- |
| 1    | Allemagne  | Kora Knühmann    |
| 2    | Angleterre | L. Kersey        |
| 3    | Grèce      | Evdoxía Kosmídou |
| 3    | Italie     | S. Maurizzi      |

| Rang | Pays      | Karatéka       |
| ---- | --------- | -------------- |
| 1    | Espagne   | L. Zamora      |
| 2    | Tchéquie  | P. Pecekova    |
| 3    | France    | Nelly Moussaïd |
| 3    | Allemagne | K. Poenisch    |

| Rang | Pays       | Karatéka       |
| ---- | ---------- | -------------- |
| 1    | Luxembourg | Tessy Scholtes |
| 2    | France     | Tiffany Fanjat |
| 3    | Angleterre | K. Lowe        |
| 3    | Pays-Bas   | Vanesca Nortan |

#### Épreuves par équipes

##### Kata
| Rang | Pays      |
| ---- | --------- |
| 1    | France    |
| 2    | Italie    |
| 3    | Allemagne |
| 3    | Espagne   |

| Rang | Pays      |
| ---- | --------- |
| 1    | Espagne   |
| 2    | Croatie   |
| 3    | Allemagne |
| 3    | France    |

##### Kumite
| Rang | Pays        |
| ---- | ----------- |
| 1    | France      |
| 2    | Italie      |
| 3    | Grèce       |
| 3    | Yougoslavie |